# Église Saint-Pierre de Bazus
L'église Saint-Pierre de Bazus est une église située dans le département français de la Haute-Garonne, sur la commune de Bazus.

## Historique
La première église, antérieure à 1185, était déjà dédiée à saint Pierre. En 1232, le village est seigneurie du prieur de saint Pierre. L'église actuelle date du XVIe siècle. De style gothique toulousain, elle recouvre les fondations de la première église et les sépultures.  

## Description

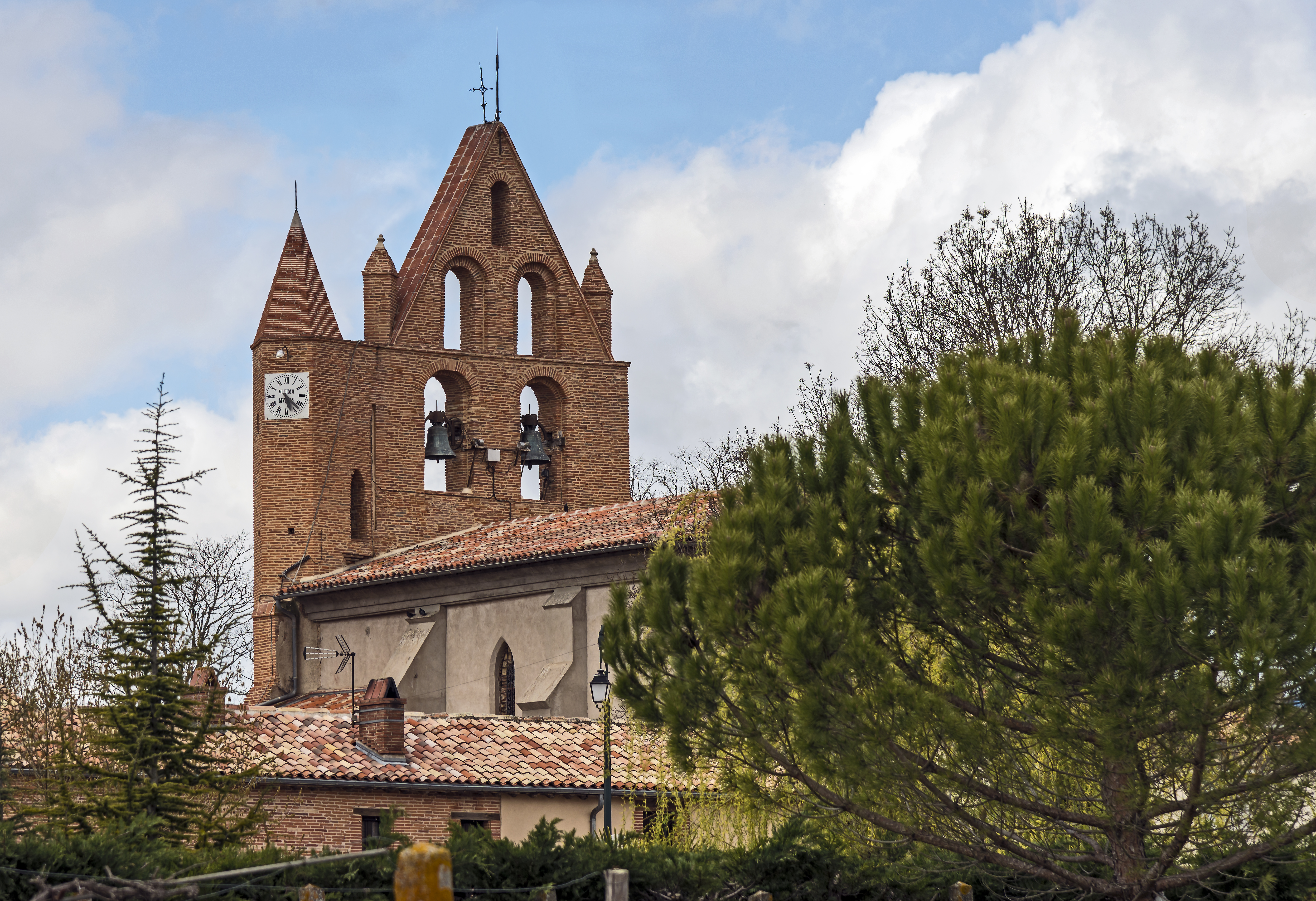
Le clocher-mur

Elle se présente sous forme d'une nef unique précédée d'un clocher-mur, accompagné d'une tourelle en poivrière.
L'édifice fait l’objet d’une inscription au titre des monuments historiques depuis le 29 décembre 1978.